# Edmund Karl Wreden
Edmund Karl Wreden (russisch Эдмунд Романович Вреден; * 22. August 1836 in Riga, Gouvernement Livland; † 21. Julijul. / 2. August 1891greg. in Swislotsch, Gouvernement Grodno) war ein russischer Nationalökonom deutschbaltischer Abstammung.

## Leben
Seine Eltern waren der Lehrer Robert Wreden (1811–1882) und Amalie Marie Elisabeth, geb. Kölbel. Edmund Karl Wreden studierte am Pädagogischen Hauptinstitut in St. Petersburg. Ab 1857 war er Lehrer im Staatsdienst. 1866 machte er den Abschluss zum Magister, 1870 zum Doktor der politischen Ökonomie.
An der Universität St. Petersburg war er ab 1866 Privatdozent, 1873 außerordentlicher Professor, 1880 ordentlicher Professor.
1877 wurde er Wirklicher Staatsrat (Rang 4).
Er heiratete 1875 Alexandrine Pöltzig.

## Auszeichnungen
- Orden des Heiligen Wladimir, III. Klasse